# 고산케
고산케(일본어: 御三家 ごさんけ[*])란 어떤 분야에서 가장 유력, 유명, 높은 신용도로 평가된, 혹은 가장 인기 있는 3명을 총칭할 때의 표현 중 하나이다. 그 유래는 에도 시대 도쿠가와 장군가의 후손 집안인 오와리 도쿠가와 가·기슈 도쿠가와 가·미토 도쿠가와 가의 세가문이 "고산케"로 불리고 다른 여러 다이묘 중에서도 특히 특별 취급된 것에 비롯된 표현이다.
오늘날에는 특정 분야에서 라이벌 관계에 있는 세 명의 사람이나 집단을 뜻하기도 한다.

## 사용 예시

### 스포츠
- 축구 고산케: 사이타마현, 시즈오카현, 히로시마현
- 일본 사커 리그: 제프 유나이티드 이치하라 지바, 우라와 레드 다이아몬즈, 가시와 레이솔

### 작가
- 일본 SF 고산케: 호시 신이치, 고마쓰 사쿄, 쓰쓰이 야스타카
- 해외 SF 고산케: 아서 C. 클라크, 아이작 아시모프, 로버트 A. 하인라인

## 유사한 표현
- 트리오
- 삼총사 (동음이의)
- 삼종신기 (가전제품)

## 그 외의 표현
- 사천왕 (동음이의)